# Velkommen til Hebron
Welcome to Hebron eller Välkommen till Hebron er en dokumentarfilm som handler om 17-årige Leila Sarsour's hverdag på Al-Qurtuba skolen i Hebron på Vestbredden. 
Al-Qurtuba er en palæstinensisk pigeskole som ligger indenfor de israelske afspærringer, hvor Leila og hendes kammerater dagligt visiteres af israelske soldater og forulempes af israelske bosættere. 
Den 55 minutter lange film skildrer okkupationen og Leilas hverdag. 
I filmen interviewes flere palæstinensere og israelere, bl.a. den israelske soldat Yehuda Shaul fra organisationen Breaking the Silence, som beskriver deres syn på hvad den politiske situation på Vestbredden betyder for den palæstinensiske lokalbefolkning.
Filmens instruktør er freelance-journalisten og dokumentarfilm-instruktøren Terje Carlsson. 
Filmen er blevet vist på:
- Stockholms filmfestival[1] , november 2007.
- Oslo filmfestival [2], november 2007.
- SVT [3], februari 2008.
- BUFF Filmfestival i Malmö[4] , mars 2008.